# Estupor
Estupor é um estado de consciência ou sensibilidade apenas parcial ou insensibilidade acompanhada por pronunciada diminuição da faculdade de exibir reações motoras.

## Causas
Entre as possíveis causas de estupor estão doenças graves, lesões ou anomalias. Por exemplo: uma pancada na cabeça pode gerar um breve estado de inconsciência, enquanto traumatismos graves, encefalite e reações tóxicas a medicamentos podem provocar um estado de inconsciência prolongado.